# Província de Karaman
Karaman és una província de la part central de Turquia, administrada per un governador nomenat pel govern central. La capital és la ciutat de Karaman. La província Karaman es divideix en sis districtes: Ayrancı, Başyayla, Ermenek, Karaman (capital provincial), Kazımkarabekir i Sarıveliler. A més inclou les ciutats de Göktepe, Kılbasan i Yeşildere.Karaman és també el lloc on hi havia el beilicat de Karaman-oğlu, que arribà a la seva fi el 1486. Per a la història de la província, vegeu la part corresponent a l'article Karaman.

## Galeria

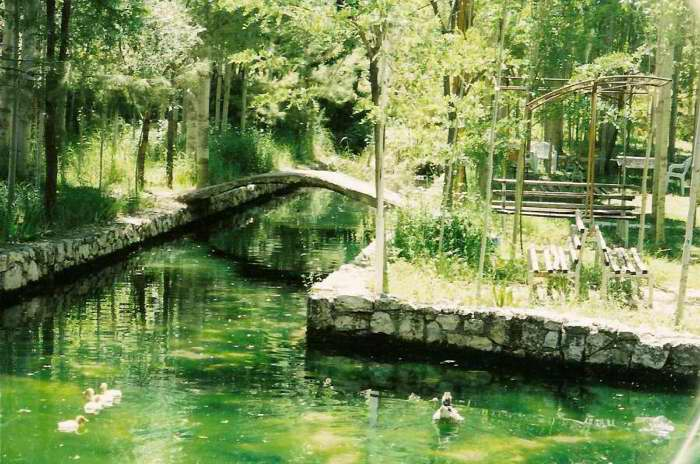
Görmeli, un poble al districte d'Ermenek
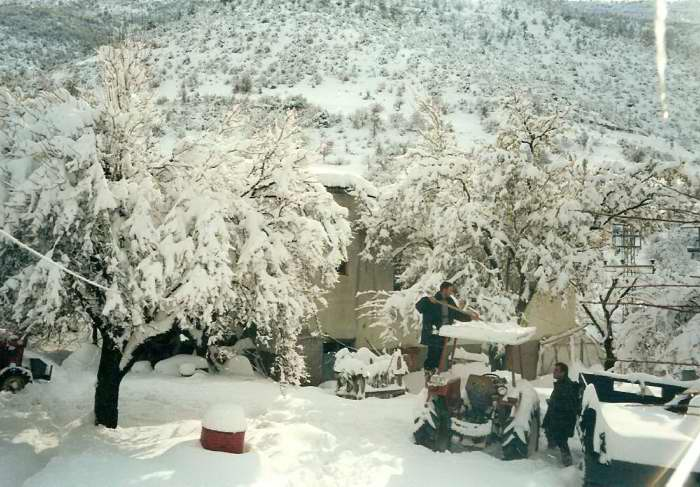
Hivern a Görmeli (Nota: Görmeli en turc literalment significa "val la pena veure")
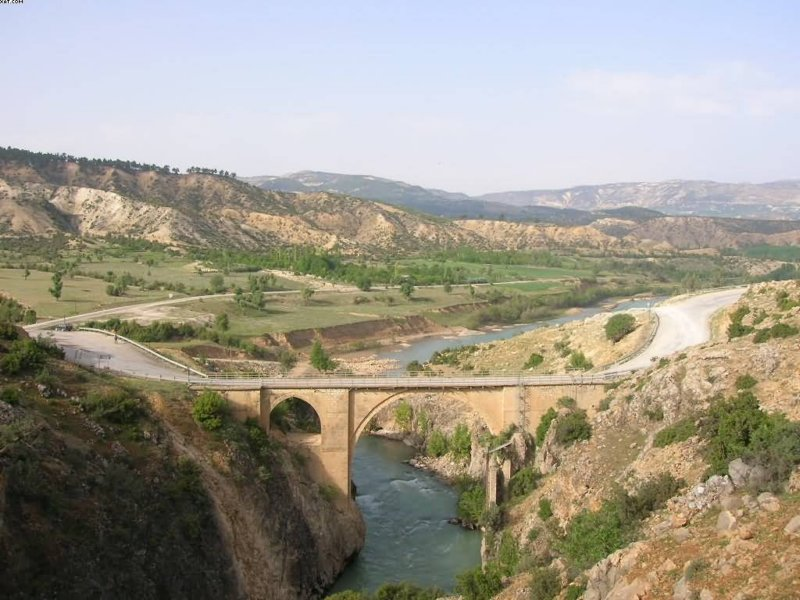
Visita del Pont d'Ala, a Görmeli, prop d'Ermenek
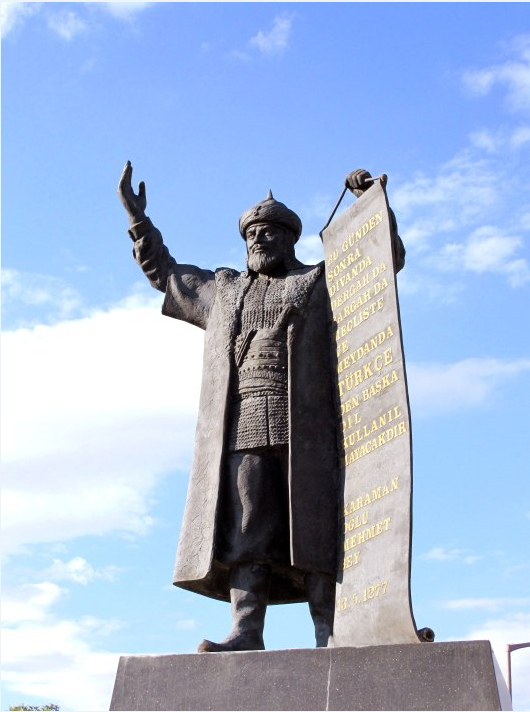
Estàtua de Karamanoğlu Mehmed Bey a Karaman